# جامعة لندن الحضرية
جامعة لندن الحضرية (بالإنجليزية: London Metropolitan University)‏ وهي جامعة بحث عامة تتواجد في مدينة لندن عاصمة المملكة المتحدة، وقد كان أسمها في السابق جامعة شمال لندن، تأسست هذه الجامعة في سنة 1896 وتم تغيير إسمها ونظامها في 1 أغسطس 2002 لتصبح بهذا الاسم، يدرس فيها 22,448 من الطلاب ويشرف عليها 2400 من الأكاديميين المختصين والإداريين، ويتواجد فيها أقسام مختلفة من الفنون والإعلام و الاقتصاد والحقوق و السياسة والاجتماع والعلوم والرياضة، ومن أبرز خريجيها هو المؤرخ ألان جون بيرسيفال تايلور.